# Fabian Reiter
Fabian Lothar Walter Reiter (* 19. Januar 1970 in Hannover) ist ein deutscher Papyrologe.

## Leben
Reiter studierte von 1990 bis 1998 Klassische Archäologie, Klassische Philologie und Alte Geschichte an der Universität Trier und der Ruprecht-Karls-Universität Heidelberg, wo er den Abschluss am 31. März 1998 mit dem Magister Artium erwarb und sich im April 2003 bei Géza Alföldy und Dieter Hagedorn mit dem Thema Die Nomarchen des Arsinoites im römischen Ägypten promovierte. Von 1998 bis 2005 war er wissenschaftlicher Mitarbeiter der Arbeitsstelle für Papyrologie, Epigraphik und Numismatik am Institut für Altertumskunde der Universität zu Köln; anschließend von 2005 bis 2006 im Akademienprojekt „Griechische Papyrusurkunden“ am Institut für Rechtsgeschichte und Papyrusforschung der Philipps-Universität Marburg und am Projekt Wörterbuch der griechischen Papyrusurkunden bei Hans-Albert Rupprecht.
Von 2006 bis 2014 war Reiter Kurator der Papyrussammlung (Griechisch-Lateinische Abteilung) des Ägyptischen Museums Berlin. 2004 qualifizierte er sich als Maître de conférences in der Sektion „08 Langues et littératures anciennes“ auf vier Jahre. Im Dezember 2013 folgte die abilitazione scientifica nazionale in Italien als professore associato in Klassischer Philologie an der Universität Bologna, an der er seit 2018 als Professor lehrt. Zwischenzeitlich war er Professor (W2) für Papyrologie an der Universität Trier (2014–2018).

## Schriften (Auswahl)
- Die Nomarchen des Arsinoites. Ein Beitrag zum Steuerwesen im römischen Ägypten (= Papyrologica Coloniensia. Band 31). Schöningh, Paderborn u. a. 2004, ISBN 3-506-72893-8 (zugleich Dissertation, Heidelberg 2003).
- Herausgeber mit Hans-Albert Rupprecht und Patrick Sänger: Sammelbuch Griechischer Urkunden aus Ägypten, Fünfundzwanzigster Band (Index zu Band XXIV, Teil 2). Harrassowitz, Wiesbaden 2008, ISBN 3-447-04897-2.
- als Herausgeber: Literarische Texte der Berliner Papyrussammlung zur Wiedereröffnung des Neuen Museums (= Berliner Klassikertexte. Band 10). de Gruyter, Berlin u. a. 2012, ISBN 978-3-11-022882-3.
- als Herausgeber: Dokumentarische Texte der Berliner Papyrussammlung zur Wiedereröffnung des Neuen Museums. Teil I: Ptolemäische und römische Texte (= Berliner Griechische Urkunden. Band 20). de Gruyter, Berlin u. a. 2014, ISBN 978-3-11-022880-9.